# Genar Andrinúa
Genar Andrinúa Cortabarría (Bilbao, 1964. május 9. –) spanyol válogatott labdarúgó.

## Pályafutása

### Klubcsapatban
Bilbaóban született, Baszkföldön. Pályafutása során a Real Valladolidban töltött egy éves kitérőt leszámítva egyetlen csapatban, az Athletic Bilbaóban játszott. Először 1982 és 1985 között az Athletic Bilbao utánpótláscsapatában, a Bilbao Athleticben szerepelt. Az első csapatban az 1983–84-es idényben mutatkozott be és összesen tizennégy szezonon keresztül volt a klub játékosa. A Bilbao színeiben 1984-ben megnyerte a spanyol bajnokságot és a spanyol kupát.

### A válogatottban
Tagja volt az 1986-ban Európa-bajnoki címet szerző U21-es spanyol válogatottnak. 1987 és 1990 között 28 alkalommal szerepelt a spanyol válogatottban és 2 gólt szerzett. Egy Anglia elleni barátságos mérkőzésen mutatkozott be 1987. február 18-án, melyet 4–2 arányban elveszítettek. Az angolok mind a négy gólját Gary Lineker szerezte. Részt vett az 1988-as Európa-bajnokságon és az 1990-es világbajnokságon.
Baszk származásúként három alkalommal a baszk válogatottban is pályára lépett.

## Sikerei, díjai
Athletic Bilbao
- Spanyol bajnok (1): 1983–84
- Spanyol kupa (1): 1983–84
- Spanyol szuperkupa (1): 1984

Spanyolország
- U21-es Európa-bajnok (1): 1986

## Külső hivatkozások
- Genar Andrinúa adatlapja a National-Football-Teams.com oldalon (angolul)

- Genar Andrinúa (angol nyelven). FootballDatabase.eu
- Genar Andrinúa (angol nyelven). eu-football.info
- Genar Andrinúa (angol, katalán, spanyol nyelven). BDFutbol.com
- Genar Andrinúa adatlapja a worldfootball.net oldalon (angolul)